# Charles E. Daniel
Charles E. Daniel (Elberton, 1895. november 11. – Greenville, 1964. szeptember 13.) az Amerikai Egyesült Államok szenátora (Dél-Karolina, 1954).